# 1. pismo Tesaloničanom
Prvo pismo Tesaloničanom je najstarejše pismo apostola Pavla in hkrati najzgodnejši krščanski spis Nove zaveze. Pismo je nastalo okoli leta 50–51 med Pavlovim drugim misijonskim potovanjem. Štejemo ga med avtentična ali protopavlinska pisma, kar pomeni, da je avtorstvo brez resnega dvoma pripisano Pavlu (Brown 2008: 456).

## Okoliščine
Pavel je skupaj s svojima spremljevalcema Silo in Timotejem z ladjo iz Troade priplul v Neapolo, ki je bilo pristanišče rimskega mesta Filipi. S tem je tudi stopil na evropsko celino. Po uspešnem oznanjevanju v Filipih je bil prisiljen mesto zapustiti. S svojima spremljevalcema se je odpravil v 150 km oddaljeno Tesaloniko (Solun), ki je bil v tistem času cvetoče trgovsko mesto in pristanišče. Mesto je doživljalo velik priliv tujega prebivalstva, imelo je močno judovsko skupnost z vsaj eno shodnico. Zaradi mešanega prebivalstva je bilo prisotno tudi veliko kultov, kar pričajo arheološke najdbe in zgodovinski zapisi. Častili so rimske bogove, kakor tudi množico vzhodnih božanstev (npr. Kabira, Izida, Serapis in Oziris).
Pavel je po prihodu tri sobote zapored v shodnici oznanjeval evangelij, najprej Judom, nato pa poganom, pri katerih je bil uspešnejši. Težko je natančno določiti Pavlov čas bivanja v mestu. Ostal naj bi vsaj nekaj mesecev, največ pol leta. V tem času je dobil precej pomoči od Filipljanov (Flp 4,16). Zaradi uspešnega oznanjevanja pri poganih si je nakopal jezo pri Judih, zato je moral v naglici mesto zapustiti. Tak odhod je pustil stvari nedokončane, pojasnjuje pa nam Pavlovo močno željo po vnovičnem obisku Tesalonike: „Mi pa, bratje, za kratek čas zapuščeni od vas kot sirote, po obličju, ne pa v srcu, smo zelo hrepeneli po vas in si močno prizadevali, da bi videli vaše obličje.“ (2,17). Pavel je odpotoval v Berojo, vendar pa so Judje iz Tesalonike tudi tja prišli nasprotovat njegovemu pridiganju. Tam sta ostala Sila in Timotej, Pavel pa je preko Aten odšel v Korint. Kmalu je tja prišel tudi Timotej s spodbudnimi novicami o zvestobi in upanju novonastale krščanske skupnosti v Tesaloniki. Pavla je to spodbudilo, da je tja poslal svoje prvo pismo (Palmisano 2021: 108, Brown 2008: 457).

## Vsebina

### Zvrst in struktura
Pismo odraža klasično antično obliko, čeprav nima jasne epistolarne strukture. Zdi se, da je Pavel pismo napisal v prepričanju, da bo ponovno srečal skupnost, ki ji piše in ji tako osebno pojasnil določena vprašanja. Pismo vsebuje pet poglavij, uvod in zaključek sta razširjena, kjer se Pavel zahvaljuje za vero skupnosti in jih spodbuja, osrednji del pa je razdeljen na dva dela, in sicer na prvi, spodbudni del (2,1–3,13) in drugi, etično–teološki del (4,1–5,11). Oba dela se zaključita z molitvijo (Palmisano 2022: 109).
Pismo se začne z nagovorom (1,1–2), po uvodni zahvali (1,3–10) sledi opis Pavlovega oznanjevanja in življenja v Tesaloniki ter odziv vernikov (2,1–16). Pavel nato izrazi zaskrbljenost ob ločitvi od Tesaloničanov in jim nameni molitev (2,17–3,13). Sledi pouk v veri in nravnosti (4,1–5,24). Teme, ki se tu pojavijo so: čistost in ljubezen, usoda še živečih ob paruziji, čuječnost v pričakovanju Gospodovega dne, različna navodila in zaključna molitev. Pismo se zaključi s pozdravom in blagoslovom (5,23–28).

### Povzetek
V prvih treh poglavjih je prikazan odnos med Pavlom in tistimi Tesaloničani, ki so sprejeli vero. Spremenili so svoje življenje po evangeljskem oznanilu in pričakujejo prihod Božjega Sina, ki ga je Bog obudil od mrtvih. Pavel je prepričan, da je ta sprememba v njihovem življenju delo iste Božje pobude, ki je iz ljubezni izvolila Izraela, sam pa si nikoli ni prizadeval za osebne uspehe in vsekakor ni hotel ugajati ljudem. Beseda, ki jo je izrekel, je bila v resnici Božja beseda in moč, ki je pogane spremenila. „Odvrnili ste se od malikov, da bi služili živemu in resničnemu Bogu“ (1,9) Božja beseda ni govorjenje človeka, ampak je beseda in poseg Boga. Bog deluje po Svetem Duhu, tako Pavel pojasni paradoksno krščansko izkušnjo, da navkljub preganjanjem in preizkušnjam sprejemamo odrešenjske besede. „Kajti naš evangelij ni prišel med vas samo z besedo, ampak tudi z močjo in Svetim Duhom“ (1,6). Delovanje Svetega Duha se namreč ne omejuje na nastanek verskega občestva, ampak razodeva svojo učinkovitost tudi v bojih in preizkušnjah. Prav zaradi tega Pavel Tesaloničane spodbuja k še bolj dejavni veri, ljubezni in upanju. Apostol omeni tudi preganjanja, ki so jih zadela zaradi zveličavnih sadov, saj so Judje povsod skušali zatreti krščansko evangelizacijo. Nenazadnje se tudi sam proti svoji volji ni mogel vrniti k Tesaloničanom (George et al. 1982: 373). 
Osrednje sporočilo je v osnovi eshatološko. Ne omeji se samo na natančna navodila: „Nočemo pa, bratje, da ne bi vi ničesar vedeli o tem, kako je s tistimi, ki so zaspali, tako da se ne boste vdajali žalosti, kakor drugi, ki nimajo upanja.“ (4,13). Eshatologija spremlja celotno pismo, poudarek je na besedni zvezi Gospodov dan. V Stari zavezi je tak dan napovedan, ko se bo Bog razodel kot sodnik pravičnih in brezbožnih, Pavel ga razume kot Kristusov dan. Ta dan bo Kristus prišel v slavi kot Božji Sin, rešil bo verne in pogubil hudobne. Prav zato Pavel kristjane opozarja, da morajo biti vedno pripravljeni in biti v nenehnem pričakovanju tega dne. „Saj sami natančno veste, da bo Gospodov dan prišel, kakor pride tat ponoči. “ (5,2). Prve krščanske generacije so verovale, da bo Gospod prišel vsak čas. Zaradi nejasnih predstav o posmrtnem življenju in negotovosti glede natančnega trenutka Kristusovega drugega prihoda oziroma paruzije so bili nekateri prestrašeni in v skrbeh zaradi tistih, ki so umrli v čakanju ter tako niso doživeli ponovnega Kristusovega prihoda. Pavel jih pomiri in jim pojasni povezavo med Kristusovim vstajenjem in krščanskim upanjem. „Najprej bodo vstali tisti, ki so umrli v Kristusu. Potem pa bomo mi, ki živimo in bomo ostali, skupaj z njimi odneseni na oblakih v zrak, naproti Gospodu: tako bomo zmeraj z Gospodom“ (4,16–17). Tesaloničani so ugibali o času paruzije in iz tega izvedli praktične posledice, zlasti to, da so prenehali z delom. Pavel jih na to opozori in sam ne uči, da je paruzija blizu, saj je bistvo kristjana v trdnem upanju. Pismo se zaključi s sklepnimi navodili in pozdravi. Tesaloničane naslavlja z brati in jih opomni k zavedanju svojih predstojnikom, do katerih naj kažejo spoštovanje ter ljubezen. Živijo naj v medsebojnem miru, opozarjajo naj tiste, ki nočejo delati, nikoli pa se ne smejo maščevati, ampak naj si prizadevajo za splošno dobro. Nenazadnje jih pozove k veselju, molitvi, zahvali in sprejemanju dobrega ter vzdržnosti od zla. „Vse preizkušajte in kar je dobro, obdržite. Zla, pa naj bo kakršno koli, se vzdržite.“ (5,21–22).